# Hulita Vilmos
Hulita Vilmos Károly (Karánsebes, 1878. június 6. – Budapest, 1950. június 19.) a Füleki Zománczgyár egykori igazgatója és Fülek város egykori polgármestere.

## Életútja
1878. június 6-án született Karánsebesen Holotay Vilmos néven, Hulita Nándor és Papp Emma fiaként.
1914. február 7-én házasságot kötött Budapest V. kerületében Kereskedő Erzsébettel.
1915-ben került Fülekre, két év múlva a gyár igazgatója lett. Az alapítók után Hulita Vilmosnak jutott a legfontosabb szerep a füleki gyár életében. Hulita igazgató, akit a fülekiek közszájon már az 1930-as évek közepétől csak „Öregnek“ neveztek, még az Osztrák-Magyar Monarchia idején foglalta el a posztját, melyet a gyár Vörös Hadsereg általi elfoglalásáig sikerrel meg is tartott. Az üzem élén eltöltött 27 év alatt a Monarchia felbomlását követően még két állam (a Csehszlovák Köztársaság és a Magyar Királyság) legmagasabb vezetőivel volt módja füleki gyárigazgatóként kapcsolatba kerülni. Hulita az üzemet megközelítőleg 400 fővel, felszámolás alatt vette át és Dél-Szlovákia egyedüli üzemeként átvészelve a nagy világgazdasági válságot 1944 végén 4.400 alkalmazottat foglalkoztató ipari gigászként adta át. Annak ellenére, hogy gazdasági sikerei vitathatatlanok, kortársai az impérium- és kurzusváltások nyomán ellentmondásosan értékelték, tevékenységét különböző politikai erők ideológiái alapján kritizálták. A polgári eszméket valló, mestereivel magyarul és németül beszélő bánsági örmény Hulitát bírálták a politikai jobb és bal oldalról egyaránt, fejéhez vágták csehbarát magatartását épp úgy, mint azt, hogy csehszlovák állampolgárként a Csehszlovák Köztársaság létezésének 20 éve alatt (1918-1938) sem tanult meg szlovákul még köszönni sem, az egyik oldalon dicsérték szinte amerikaias gyártási rendszerét, a másikon pedig szemére vetették „munkásnyúzói“ hajlamait. Jellemző, hogy az üzem megalapításának 75. évfordulója alkalmából kiadott jubileumi kötetben csak mint a helyi munkásság tőkés ellensége tűnik fel. Sajnálatos továbbá, hogy Hulita Vilmos kimaradt a város kétnyelvű monográfiájának helyi személyiségeket bemutató fejezetéből is.

## Gyár
A füleki gyár igazgatója 1917 és 1944 közt a máig nagy tisztelettel emlegetett örmény származású Hulita Vilmos volt, aki a Bánságból került Fülekre. A gyár szolgálatába 1915. február 18-án lépett, a horganyozó műhely élére került, ahol ekkor katonacsajkákat gyártottak. Egy év múltán ő lett az üzemvezető mérnök. Maga köré mesterekből és előmunkásokból verbuvált új vezetést gyűjtött, a tisztviselőket maga képezte ki. Az igazgató a tisztességes munkát minden alkalmazottjától megkövetelte és elvárta munkásaitól az egyéni felelősségvállalást is. A Magyar Tanácsköztársaság megalakulásakor családjával el kellett menekülnie, visszatérésekor ezekkel a szavakkal lépett be a gyár kapuján: „A bosszú édes ugyan, de hagyjuk az Istenre“. A munkások létszáma 1920 elejére 1200 főre nőtt. Megindult a kolónia (üzemi lakótelep) kiépítése a Bénapatak bal partján, a gyár megvásárolta a Brüllféle vendéglőt (Dokupel vendéglő), a Vigadót újra bérbe vette a községtől, megalapította az ún. konzumot (üzemi boltot), pincéket bérelt. A gyárat 1927 végén a Prágai Kereskedelmi és Iparbank vette meg, és a Sfinx konszernhez csatolta. A Sfinxnek 6 gyára volt Csehszlovákia szerte. „Hulita üzleti érzékét nemcsak a tűzhelygyártás fellendítése igazolta, hanem az is, hogy nem kizárólag a zománcgyártást hajszolta, a háztartási cikkek gyártását is tervbe vette, vashordók, mezőgazdasági gépek, katonai cikkek gyártásával akarta a munkáslétszámot fenntartani. “Agyár az 1930-as évek elején már egymagában olyan termelési eredményt ért el, mint a többi Sfinx érdekeltségek együttvéve.
Megvásárolta és Füleken újra üzembe helyezte a leállt gyárak (pl. losonci gépgyár, galgóci szekérgyár) gépeit. 1932-ben elindította a faüzemet, amely a ládagyárból fejlődött ki. Sikerei elismeréseként Hulitát a Gyáriparosok Országos Szövetsége 1934-ben elnökévé választotta. 1935-ben ünnepelte Fülekre kerülésének húszéves jubileumát. A Magyar Híradó cikkírója a következő szavakkal méltatta a jubilánst: „Életrevalóság, rugalmasság, a változó életlehetőségekhez és igényekhez való alkalmazkodás, modern, szinte amerikaias gyártási rendszer – ezek tették lehetővé, hogy a füleki zománcgyár megtartsa, sőt megerősítse pozícióját a köztársaság gazdasági életében.“ A Füleki Iparművekben a második világháború alatt a polgári célokra szolgáló cikkek gyártását fokozatosan háttérbe szorította a hadi termelés. Hulita ekkor 4400 főt foglalkoztatott.

## Közélet
Hulita Vilmos 1920 után a füleki közélet egyik meghatározó szereplőjévé vált. A Füleki Torna Club (FTC) 1920. januári megalapítását személyesen is támogatta, annak örökös díszelnöke lett. Majd 1927-ben az YMCA helyi alapszervezetének elnökévé választották. Támogatta továbbá a helyi fúvószenekart is, amelynek 1928 tavaszán Brünnből modern hangszereket hozatott. 1929-ben Hulitát már az egykori tűzoltó egyesületi elnökök névsorán találjuk, majd 1933-ban 8000 korona értékben gyakorlótornyot építtetett a tűzoltóknak a gyár közelében. 1936-ban védnöksége alatt alakult meg az Ady Ifjusági Kör. A harmincas évek második felének legjobb dél-szlovákiai labdarúgócsapata kétségtelenül a füleki FTC volt, mely 1935 és 1938 között négy alkalommal is bejutott az országos döntőbe, a szlovák bajnoki címet viszont csak egyszer, 1937-ben sikerült elnyernie.

## Politika
1918-ban, az „őszirózsás forradalom“ győzelme után – amikor Hulita jó másfél éve látta el a gyárigazgatói teendőket – megválasztották a Magyar Nemzeti Tanács füleki Helyi Bizottságának elnökévé, tisztségét egészen a Tanácsköztársaság kikiáltásáig viselte. 1931-re Fülek lakossága megelégelte a községházán uralkodó kommunista irányzatot és a polgári kurzus felé fordult. A helyhatósági választások során a helyiek sztarosztává (bíróvá) az agrárpárt színeiben induló Hulita Vilmost választották. Čičmanec járásfőnök ekkor megtartott beszédében megállapította,hogy Füleken ezzel „sikerült megtalálni az utat kisebbségünk és a magyarok közeledéséhez“. Szavaira reagálva Hulita megjegyezte,hogy az együttműködés szükségességének gondolata Tomáš Garrigue Masaryk köztársasági elnök 1930-as füleki látogatása kapcsán fogalmazódott meg benne, amikor az elnök magyar nyelven szólt a fülekiekhez. Politikai hitvallása volt: „Nem adjuk el magyarságunkat, de loyális polgárai akarunk lenni a Csehszlovák államnak... Ebben a községben a szabadság tudata köti annak lakosságát nemzetiségre való tekintet nélkül szeretetben egymáshoz.... A jó Istenhez fohászkodva kérjük, hogy tegye nekünk lehetővé, hogy a jövőben is megértésben, szeretetben, megbecsülésben egymás mellett megférhessünk“. Hulitát 1944. november 23-án a német Gestapo elfogta és elvitte, csak december 17-én tért vissza. Ekkor kiadta a jelszót: „A gyár leszerelését el kell szabotálni!“. A gépeket megbízható munkások leszerelték és elrejtették. A volt igazgatót később besúgták és a Gestapo újra elvitte, csak 1945. április végén jelent meg ismét Füleken. De a Vörös Hadsereg által 1944. december végén elfoglalt gyár élére kinevezett új vezetőség nem akarta őt az üzembe visszaengedni.Ezt követően családjával Magyarországra távozott és Budapesten telepedett le. Egy ideig az Iparügyi Minisztérium részére tett szolgálatokat az ismét határon túlra került Füleki Iparművek ügyében, majd nyugdíjazták. 1951 júniusában hunyt el.
„Még külön irodája sem volt. Asztala a közös iroda egyik sarkában volt, ahol az összes irodai munkát bonyolították le. Mindenki részére nyitva állt az irodájának ajtaja. Mindenki bármikor bemehetett hozzá. Mindenki panaszát meghallgatta, ha kellett a hatóságnál is közben járt. A legintimebb ügyekben is hozzá fordultak... férj és feleség között békét teremtett. Minden dolgozónak aki nősült 5-30 kg zománcedényt adott ajándékba.“

## Emlékezete
- 2016 Fülek, mellszobor[3]